# صمت الخرفان (فلم)
صمت الخرفان هو فيلم مصري من إخراج سعيد محمد مرزوق وبطولة أحمد آدم، حنان شوقي، صلاح عبد الله، حسين الشربيني، وفاء عامر وعبد الغني ناصر. وهو البطولة الأولى لأحمد آدم ولم يحقق الفيلم نجاحاً تجارياً.
اسم الفيلم محاكاة ساخرة لاسم الفيلم الأمريكي صمت الحملان المنتج عام 1991.

## نبذة
يخترع الدكتور جمعة ابتكارًا خاصًا يقوم على صنع الأدوية من الأعشاب الطبية، ويستعد ابنه الدكتور حسام للزواج من زميلته هدى، لكن حسام يفاجأ بمصرع والده وسرقة اختراعه، فيقرر الانتقام من القتلة بعد رحلة من البحث والتحرى، كما تساعده هدى وأخوها سعيد، مع محاولة التوصل لمن يكون له المصلحة في سرقة اختراع والده.

## طاقم العمل
- أحمد آدم بدور الدكتور خميس
- حنان شوقي بدور هدى
- صلاح عبد الله بدور الدكتور سعيد
- حسين الشربيني بدور أفندينا
- وفاء عامر بدور سوزي
- عبد الغني ناصر بدور الدكتور جمعة

## وصلات خارجية
- مقالات تستعمل روابط فنية بلا صلة مع ويكي بيانات